# Prison de Clerkenwell
L'ancienne prison de Clerkenwell, également connue sous le nom de la maison de détention Clerkenwell ou la maison de détention Middlesex était une prison de Clerkenwell, à Londres, ouverte en 1847 Il détenait des prisonniers en attente de jugement. 
Elle se trouvait sur Bowling Green Lane, à proximité de la Middlesex Sessions House, où les prisonniers étaient jugés, sur Clerkenwell Green, au sud.

## Histoire
La maison de détention a été construite sur le site de deux prisons antérieures, la Clerkenwell Bridewell pour les condamnés et la nouvelle prison pour les personnes en attente de jugement. Le Bridewell a fermé ses portes en 1794 et ses fonctions ont été reprises par la prison de Coldbath Fields à Mount Pleasant. La nouvelle prison a été reconstruite en 1818 et en 1847, date à laquelle son nom a changé pour devenir la maison de détention.
Le 13 décembre 1867, sa cour d'exercice fut la cible d'une explosion de poudre à canon provoquée par des membres de la Société Fenian dans le but d'aider à l'évasion de Richard O'Sullivan Burke, un fournisseur d'armes de Fenian. L'explosion a tué douze passants et en a blessé 120 à Corporation Row; et l'événement est devenu connu sous le nom de Clerkenwell Outrage. Certains des responsables ont été exécutés, le chef Michael Barrett devenant la dernière personne à être exécutée publiquement à l'extérieur de la prison de Newgate. 
La prison a été démolie en 1890. Le site a ensuite été utilisé pour l'école Hugh Myddleton, construite en 1893 et fermée vers 1960. Le bâtiment de l'école a maintenant été transformé en appartements. Les voûtes souterraine de 2,7 km², datant de l'époque de la prison, et maintenant connues sous le nom de Catacombes de Clerkenwell, sont restées. Ils ont été rouverts en tant qu'abris anti-aériens pendant le Blitz et sont parfois ouverts, par exemple pendant la Clerkenwell Design Week. Pendant quelques années, les voûtes ont été ouvertes en tant qu'attraction touristique. Divers films ont été tournés dans les catacombes.

## Détenus notables
- Richard O'Sullivan Burke[6]